# ارنست وایدا
ارنست وایدا (مجاری: Vajda Ernest؛ ۲۷ مهٔ ۱۸۸۶ – ۳ آوریل ۱۹۵۴) یک فیلم‌نامه‌نویس اهل مجارستان بود.

## فیلم‌شناسی
- جلوه عشق (۱۹۲۹)
- مونت‌کارلو (۱۹۳۰)
- پسر هند
- لبخند ستوان (۱۹۳۱)
- گاردزمن (۱۹۳۱)
- برت‌های خیابان ویمپول (۱۹۳۴)
- ماری آنتوانت (۱۹۳۸)